# Howard Lederer
Howard „The Professor“ Lederer (* 30. Oktober 1964 in Concord, New Hampshire) ist ein professioneller US-amerikanischer Pokerspieler. Er ist zweifacher Braceletgewinner der World Series of Poker und gewann zweimal das Main Event der World Poker Tour, bei der er 2002/03 als Spieler des Jahres ausgezeichnet wurde. Seine Schwester ist die Pokerspielerin Annie Duke.

## Persönliches
Sein Vater, Richard Lederer, lehrte an der St. Paul’s School in New Hampshire. Lederer, ein junges Schachtalent, zog nach der Highschool nach New York City und schrieb sich an der Columbia University ein. New York City ist bekannt für seine Schachclubs, in einem von diesen Clubs entdeckte er dann Poker und spielte schließlich im Mayfair Club mit vielen heute bekannten Spielern wie Erik Seidel und Dan Harrington. 1994 zog er nach Las Vegas, wo er sich Anerkennung verdiente.
Seinen Spitznamen The Professor bekam er wegen seines Benehmens, seines analytischen Stils und seiner vielen Erfolge. Er brachte das Einführungsvideo Secrets of No Limit Hold’em heraus und rief das Howard Lederer Poker Fantasy Camp ins Leben. Bei dem Sender FOX war er Co-Moderator für eine Pokersendung. Seine Schwester Katy Lederer schrieb ein Buch, Poker Face: A Girlhood Among Gamblers, über die Familie Lederer.

## Pokerkarriere

### Werdegang
Lederer ist bekannt für sein konzentriertes und ruhiges Verhalten am Pokertisch, aber als im Jahr 2000 Daniel Negreanu unangemessene Kommentare über seine Schwester Annie von sich gab, kritisierte er ihn öffentlich. Auch bei dem World Poker Tour Grand Prix de Paris im Jahr 2003 verweigerte er es, Tony G die Hand zu geben, als er ihn aus dem Turnier warf.
Insgesamt hat sich Lederer mit Poker bei Live-Turnieren mehr als 6,5 Millionen US-Dollar erspielt. Er gewann zwei Bracelets bei der World Series of Poker am Las Vegas Strip und zwei Titel bei der World Poker Tour. Des Weiteren gewann er im Jahr 2008 bei der Aussie Millions Poker Championship in Melbourne die A$100.000 Challenge.
Lederer ist Vegetarier, dies brachte ihm einmal 10.000 US-Dollar ein, als er einen Cheeseburger aß. Er wurde Vegetarier, nachdem bei ihm eine Magenverkleinerung zur Gewichtsabnahme durchgeführt worden war.
Lederer war Teil des Designteams der Onlinepoker-Plattform Full Tilt Poker. 2011 wurde die Seite durch das Justizministerium der Vereinigten Staaten geschlossen und Anklage wegen Bankbetrugs und illegalen Glücksspiels erhoben. Im Dezember 2012 wurden die Anklagepunkte gegen Lederer im Zuge eines Vergleiches fallengelassen. Seit Januar 2011 spielte Lederer keine Turniere mehr. Im Sommer 2016 gab er sein Comeback und nahm an der World Series of Poker 2016 teil. Wenige Wochen zuvor entschuldigte er sich öffentlich über sein Missmanagement bei Full Tilt Poker.
Er lebt mit seiner Frau und einem Sohn in Las Vegas.

### Braceletübersicht
Lederer kam bei der WSOP 45-mal ins Geld und gewann zwei Bracelets:
| Jahr | Buy-in (in $) | Turnier              | Teilnehmer | Preisgeld (in $) |
| ---- | ------------- | -------------------- | ---------- | ---------------- |
| 2000 | 5000          | Limit Omaha High/Low | 99         | 198.000          |
| 2001 | 5000          | Deuce to Seven Draw  | 33         | 165.870          |